# 珠明院
珠明院（しゅみょういん）は、東京都足立区にある曹洞宗の寺院。

## 歴史
戦国時代後期、然室存廓によって開山された。然室存廓は現在の板橋区赤塚の松月院第5世住職であり、当院は松月院の末寺であった。
本尊は観音菩薩で、江戸時代に内藤新宿の尾崎五郎兵衛が寄進したものである。観音像とともに寺領として田圃も寄進したので、当院では尾崎五郎兵衛を中興開基としている。
墓地には、小台の豪農で、後に津山藩の藩医を輩出することになる宇田川家の墓がある。

## 交通アクセス
- 足立小台駅より徒歩14分（経路案内）。